# Беглец (Лермонтов)
«Беглец» — поэма М. Ю. Лермонтова. Существует авторская рукопись поэмы, по которой она обычно и публикуется. Поэма была написана поэтом в 1838 году по горским легендам и песням, которые он услышал на Кавказе. В поэме воспет героизм народов Кавказа. Родина и свобода — вот что самое дорогое в жизни, доказывает автор своей поэмой.

## Содержание
В основе содержания лежит драматическая судьба юноши горца, который возвращается неизведанными тропами в родной аул после похода против врагов. В этом сражении он потерял отца, родных братьев и своих друзей. «за честь и вольность там легли». В разгар сражения Гарун, позабыв о долге и чести, и растеряв оружие бежит в родной аул. Согласно обычаю горцев, оставшиеся в живых родные обязаны были забирать с поля сражения тела убитых, а не бросать их на поношение врагам.

«Усталый, жаждою томимый,

С лица стирая кровь и пот,

Гарун меж скал аул родимый

При лунном свете узнает;

Подкрался он никем не зримый…

Кругом молчанье и покой,

С кровавой битвы невредимый

Лишь он один пришел домой».

Герой Лермонтовской поэмы не находит сожаления ни у кого из близких людей. Сначала Гарун зашел к умирающему другу Селиму, который, выслушав оправдания, велит покинуть его дом: 

Ступай - достоин ты презренья.

Ни крова, ни благословенья 

Здесь у меня для труса нет!

Селим, мучимый недугом, лежал на ложе, и в тот момент очень нуждается в друге, но чувство презрения к трусости пересилило боль.
Затем молодого воина посетила новая надежда на то, что любимая девушка ждёт и примет его таким. Однако беглец слышит «песню старины» о юноше, которого провожает на бой возлюбленная. Он понимает, что и здесь ему делать нечего. Боясь позора, не поговорив с любимой, Гарун быстро уходит.
Самый трагический диалог — это объяснение Гаруна с матерью, которая ждала с войны мужа и сыновей. Беглеца она не принимает, несмотря на извинения, на всю свою материнскую боль. «Месть», «мщение» — эти слова повторяются из уст матери, которая отреклась от него. Последней надеждой оставалась мать, но даже она не смогла простить. Она говорит Гаруну:

Ты умереть не мог со славой,

Так удались, живи один. 

Твоим стыдом, беглец свободы, 

Не омрачу я стары годы, 

Ты раб и трус - и мне не сын! 

Тот вынужден уйти. Долгое время он скитается по аулу, но понимает, что ему здесь нет места.
В конце поэмы Гарун погибает от удара кинжалом. Покончил ли он с собой сам, не вынеся позора, или же его убил кто-то другой, автор не объясняет, но при чтении создается такое впечатление, что происходит самоубийство. 
Тело изменника не предали земле, оно было съедено псами. А душа не знает покоя, его тень видят люди в его родном ауле. Обычно подвиги героев воспевает народ, хранит их имена в памяти. В поэме Лермонтова сказано, что сохранилась память о позоре воина. Поэт наталкивает читателя на мысль о том, что нужно бояться судьбы Гаруна. Беглец — вечный изгнанник, не достойный ни любви, ни дружбы, ни материнской жалости.

«Позор и гибель беглеца.

Душа его от глаз пророка

Со страхом удалилась прочь;

И тень его в горах востока

Поныне бродит в темну ночь,

И под окном поутру рано

Он в сакли просится, стуча,

Но, внемля громкий стих Корана,

Бежит опять под сень тумана,

Как прежде бегал от меча».

В начале поэма начинается с поэтично драматического описанного боя. Горы и окружающая природа как-будто тоже принимают участие в бою. Читателю кажется, что он слышит звук битвы, голоса воинов, которые сражаются и остаются навсегда на поле чести. На фоне происходящих событий ещё грустнее выглядит романтическая личность беглеца. В таком насыщенном описании природы, поступков, чувств, событий, в передаче читателю своего подхода к герою, и заключается смысловая особенность поэмы М. Лермонтова «Беглец».

## В других видах искусства
- В 1914 году по поэме был снят фильм «Беглец» (режиссёр А. А. Волков, оператор Н. Ефремов).
- Во время Великой Отечественной войны композитором Б. К. Аветисовым была написана опера «Беглец» (постановка в Тбилисском государственном театре оперы и балета имени З. Палиашвили 3 июля 1943 года; режиссёр М. Г. Квалиашвили, дирижёр О. А. Димитриади).
- Поэма переведена на многие языки народов Советского Союза (абхазский — Ч. Джонуа; азербайджанский — А. Шаига, А. Эфендиев, М. Рагим; армянский — А. Паносян, С. Таронци; грузинский — Р. Алисубнели, аварский — Р. Рашидов, кумыкский — А. Аджиев; казахский — Ш. Бокеев, осетинский — Г. Катуков, и многие другие)[4].

Многие художники иллюстрировали поэму:
- Владимир Бехтеев
- Соломон Боим
- Николай Дубовский
- Виктор Замирайло
- Федор Захаров
- Вардес Суренянц
- Ксения Клементьева
- Михаил Клодт
- Владимир Конашевич
- Федор Константинов
- Андрей Ефимов
- Максим Ушаков-Поскочин[4]